# Pangrapta textilis
Pangrapta textilis är en fjärilsart som beskrevs av John Henry Leech 1889. Pangrapta textilis ingår i släktet Pangrapta och familjen nattflyn. Inga underarter finns listade i Catalogue of Life.